# Rift Est
Pour les articles homonymes, voir Rift.

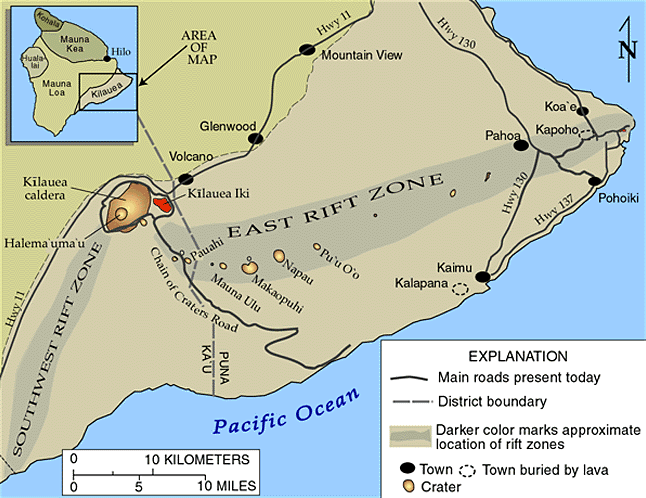
Carte des grandes structures du Kīlauea dont le rift Est.

Le rift Est, en anglais East Rift Zone, désigne la zone de faiblesse tectonique du flanc oriental du Kīlauea, volcan des États-Unis situé à Hawaï. Les éruptions volcaniques surviennent préférentiellement en raison des mouvements de distension qui écartent les terrains de part et d'autre de ce corridor. Il est souligné par un ensemble de cônes et de cratères volcaniques ainsi que des fissures et des failles. Avec la caldeira sommitale, le rift Est est en éruption continue depuis 1983 au niveau du Puʻu ʻŌʻō et constitue ainsi la partie volcaniquement la plus active du Kīlauea, le rift Sud-Ouest n'étant pas entré en éruption depuis une brève le 31 décembre 1974.

## Géographie
Le rift Est est situé dans le Sud de l'archipel, de l'île et de l'État d'Hawaï. Il est situé dans le comté d'Hawaï, en majorité dans le district de Puna à l'exception d'une toute petite frange de son extrémité occidentale s'étendant dans celui de Kaʻū. Sa moitié orientale au-delà du Puʻu ʻŌʻō se trouve en dehors du parc national des volcans d'Hawaï et il est partiellement couvert par d'autres aires protégées comme la réserve naturelle nationale de Kahaualeʻa et les réserves forestières d'État de Keauohana, de Malama Ki et de Nanawale.
Il s'étire sur une quarantaine de kilomètres entre le rebord sud-est de la caldeira sommitale du Kīlauea et l'océan Pacifique selon une direction sud-est, est puis est-nord-est, soit d'un peu plus de 1 200 mètres d'altitude jusqu'au niveau de la mer,. Il est couvert d'une forêt tropicale entrecoupée de quelques cultures dans sa partie aval ainsi que de coulées de lave. Le rift Est est parcouru par des nombreuses routes et sentiers. La Crater Rim Road le coupe dans le sens de la largeur à son sommet, le long du rebord de la caldeira sommitale,. De là part la Chain of Craters Road qui descend les premiers kilomètres du rift avant de s'en éloigner vers le sud,. Plus à l'est, les localités dispersées de part et d'autre du rift comme Ainaloa, Hawaiian Beaches, Kaimū et Kalapana mais aussi situées sur le rift même comme Nanawale Estates, Kapoho, Leilani Estates ou encore Pahoa sont reliées entre elles par de nombreuses routes et chemins dont les plus importants sont les routes 130, 132 et 137. Les sentiers sont surtout présents dans la partie amont du rift avec le Crater Rim Trail suivant la Crater Rim Road autour de la caldeira, le Napau Crater Trail le parcourant dans le sens de la longueur sur vingt kilomètres et le Nāulu Trail venant du sud et arrivant sur le Makaopuhi.

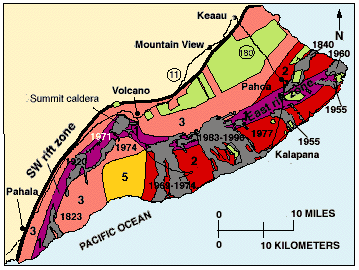
Carte des zones à risque volcanique du Kīlauea et des grandes coulées de lave historiques dont celles du rift Est classé en risque maximal.

Ce rift correspond à une zone de faiblesse du sol en raison de l'injection souterraine de magma alimenté par le point chaud d'Hawaï. Il en résulte en surface des failles mais aussi des reliefs volcaniques avec des fissures, des cônes et des cratères. Ainsi, en partant du sommet du rift et en progressant vers l'est s'égrènent les cratères de Keanakākoʻi, Lua Manu, Puhimau, Koʻokoʻolau, Devils Throat, Hiʻiaka et Pauahi, les cônes de Puʻu Huluhulu, Mauna Ulu et Kāne nui o Hamo, les cratères de Makaopuhi, Puhimau et Nāpau, la fissure de Kamoamoa, les cônes de Puʻu ʻŌʻō, Puʻu Kahaualea, Kalalua, Puʻu Kauka, Heiheiaulu, le cratère d'Iilewa, les cônes de Puʻu Kaliu et Puʻu Kepaka, les cratères de Kahuwai, Puulena et Pawai, les cônes de Puʻu Pilau, Puʻu Honuaʻula et Puʻu Kii, les cratères de Kaholua o Kahawaii, Halekamahina, Kapoho et Puukea, le cône de Puʻu Laimana et enfin les cratères de Kukii et Puʻu Kukae.

## Histoire
Le rift Est constitue une des trois zones les plus actives du Kīlauea avec la caldeira sommitale et le rift Sud-Ouest. Ainsi au moins 33 éruptions s'y sont produites dont 24 depuis l'arrivée des Européens dans l'archipel d'Hawaï au XVIIIe siècle. Les plus importantes d'entre elles, soit pour leur indice d'explosivité volcanique élevé, soit pour leur impact sur la nature ou les infrastructures, sont celles de 1959 dans le Kīlauea Iki, 1960 à Kapoho, de 1969 à 1974 qui a donné naissance au Mauna Ulu et depuis 1983 qui a donné naissance au Puʻu ʻŌʻō.